# Élections législatives rwandaises de 2008
Des élections législatives eurent lieu au Rwanda du 15 au 18 septembre 2008. Tous les partis participants étaient des alliés du Front patriotique rwandais (FPR) ; il n'y eut pas de candidats d'opposition. Le résultat de l'élection fut remarqué pour la proportion record de femme élues, la Chambre des députés devenant la première assemblée nationale au monde où une majorité de sièges (55 %) étaient occupés par des femmes,.

## Contexte
L'élection se déroula en présence d'observateurs de l'Union européenne, du Commonwealth des nations, de l'Union africaine, du COMESA et de l'Assemblée législative d'Afrique de l'Est.
Le Front patriotique rwandais constitua une coalition pré-électorale avec six autres partis. Le Parti social démocrate et le Parti libéral, tous deux alliés au gouvernement, prirent part aux élections indépendamment de la coalition. Une douzaine de partis d'opposition existent, mais sont en exil et ne participèrent pas à l'élection. Un porte-parole de l'Union des forces démocratiques, coalition de partis d'opposition basée à Bruxelles, déclara que le Front patriotique rwandais « monopolise toute la machinerie de l’État, décide quel parti ou individu peut prendre part aux élections, isole le pays pendant le processus électoral », et que l’élection était donc « un rideau de fumée ».

## Mode de scrutin
La chambre des députés est la chambre basse du parlement bicaméral du Rwanda. Elle comprend 80 sièges pourvus tous les cinq ans dont 53 au scrutin proportionnel plurinominal avec liste bloquées dans une unique circonscription nationale. Après décompte des voix, les sièges sont répartis selon la méthode dite du plus fort reste entre tous les partis ou candidats Indépendants ayant franchi le seuil électoral de 5 % des suffrages exprimés.
Sur les 27 sièges restants, 24 sont réservés à des femmes et pourvus au scrutin indirect par les conseillers municipaux et régionaux des quatre provinces rwandaises et de la capitale Kigali, 2 sont élus par le Conseil national de la jeunesse et le dernier par la Fédération des associations des handicapés. Ces 27 membres élus au scrutin indirect ne doivent appartenir à aucun parti politique.

## Résultats
La coalition dirigée par le Front patriotique rwandais obtint 3 655 956 voix (78,76 %) et 42 sièges. Le Parti social démocrate obtint 609 327 voix (13,12 %) et 7 sièges. Le Parti libéral obtint 348 186 voix (7,5 %) et 4 sièges. Un candidat indépendant, J.M.V. Harelimana, obtint 27 848 voix (0,6 %) et aucun siège.
|                                      |                                              |                                  |                                  |                                  |               |               |  |  |  |
| Parti                                | Parti                                        | Parti                            | Voix                             | %                                | Sièges        | +/-           |  |  |  |
|                                      |                                              |                                  |                                  |                                  |               |               |  |  |  |
| Coalition Front patriotique rwandais | Coalition Front patriotique rwandais         | 3 655 956                        | 78,76                            | 42                               | 1             |               |  |  |  |
|                                      | Front patriotique rwandais (FPR)             | 3 655 956                        | 78,76                            | 36                               | 3             |               |  |  |  |
|                                      | Parti démocrate centriste (PDC)              | 3 655 956                        | 78,76                            | 1                                | 2             |               |  |  |  |
|                                      | Union Démocratique du Peuple Rwandais (UDPR) | 3 655 956                        | 78,76                            | 1                                | en stagnation |               |  |  |  |
|                                      | Parti démocratique idéal (PDI)               | 3 655 956                        | 78,76                            | 1                                | 1             |               |  |  |  |
|                                      | Parti pour le progrès et la concorde (PPC)   | 3 655 956                        | 78,76                            | 1                                | 1             |               |  |  |  |
|                                      | Parti de la Solidarité et du Progrès (PSP)   | 3 655 956                        | 78,76                            | 1                                | Nv            |               |  |  |  |
|                                      | Parti socialiste rwandais (PSR)              | 3 655 956                        | 78,76                            | 1                                | en stagnation |               |  |  |  |
|                                      | Parti social-démocrate (PSD)                 | Parti social-démocrate (PSD)     | 609 327                          | 13,12                            | 7             | en stagnation |  |  |  |
|                                      | Parti libéral (PL)                           | Parti libéral (PL)               | 348 186                          | 7,50                             | 4             | 2             |  |  |  |
|                                      | Indépendants                                 | Indépendants                     | 27 848                           | 0,60                             | 0             | en stagnation |  |  |  |
|                                      | Membres élus au scrutin indirect             | Membres élus au scrutin indirect | Membres élus au scrutin indirect | Membres élus au scrutin indirect | 27            | en stagnation |  |  |  |
|                                      |                                              |                                  |                                  |                                  |               |               |  |  |  |
| Votes valides                        | Votes valides                                | Votes valides                    | 4 641 317                        | 98,80                            |               |               |  |  |  |
| Votes blancs et nuls                 | Votes blancs et nuls                         | Votes blancs et nuls             | 56 372                           | 1,20                             |               |               |  |  |  |
| Total                                | Total                                        | Total                            | 4 697 689                        | 100                              | 80            | en stagnation |  |  |  |
| Abstentions                          | Abstentions                                  | Abstentions                      | 54 851                           | 1,15                             |               |               |  |  |  |
| Inscrits / participation             | Inscrits / participation                     | Inscrits / participation         | 4 752 540                        | 98,85                            |               |               |  |  |  |